# Martin-Luther-Kirche (Webenheim)

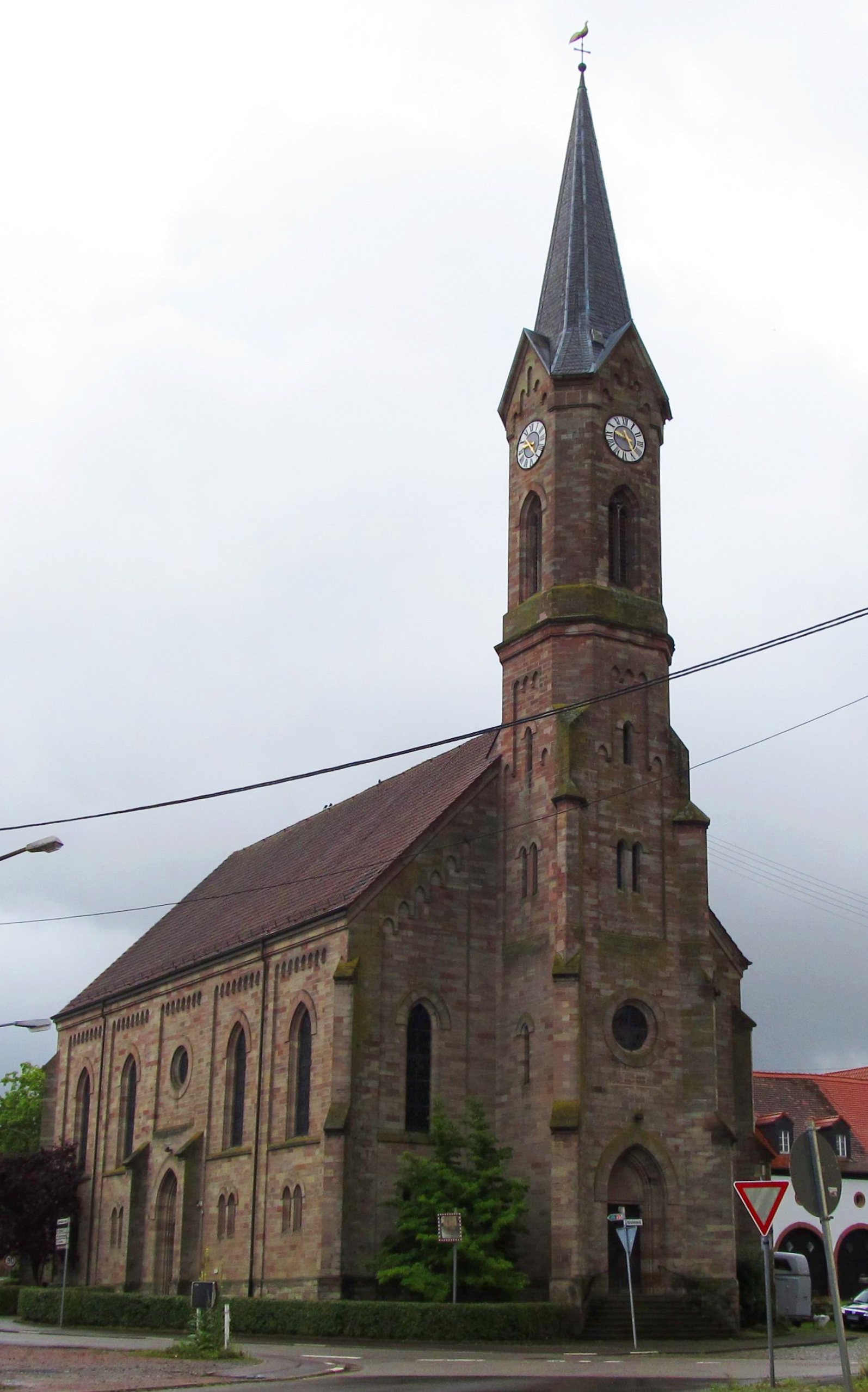
Martin-Luther-Kirche in Webenheim

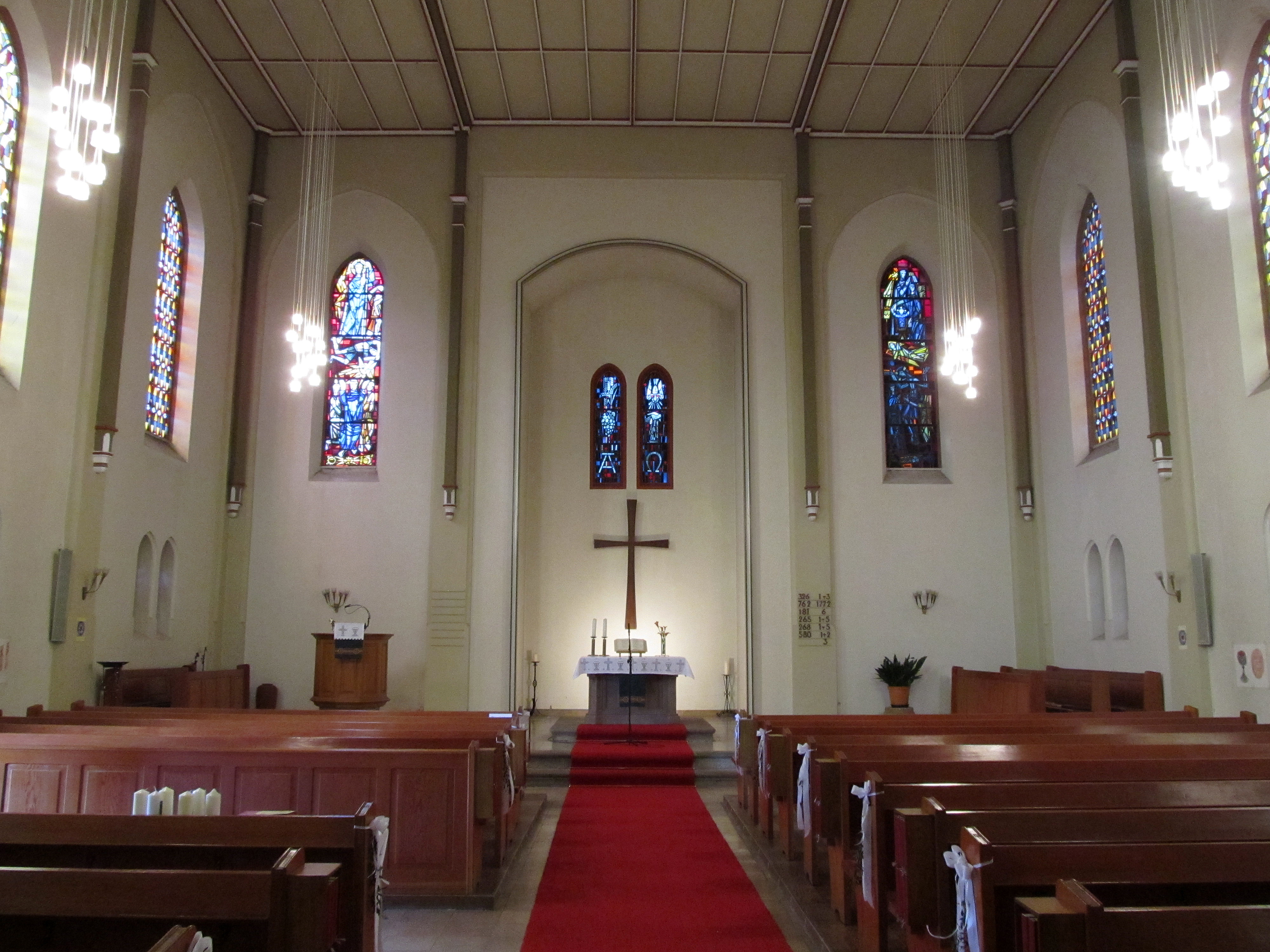
Innenraum

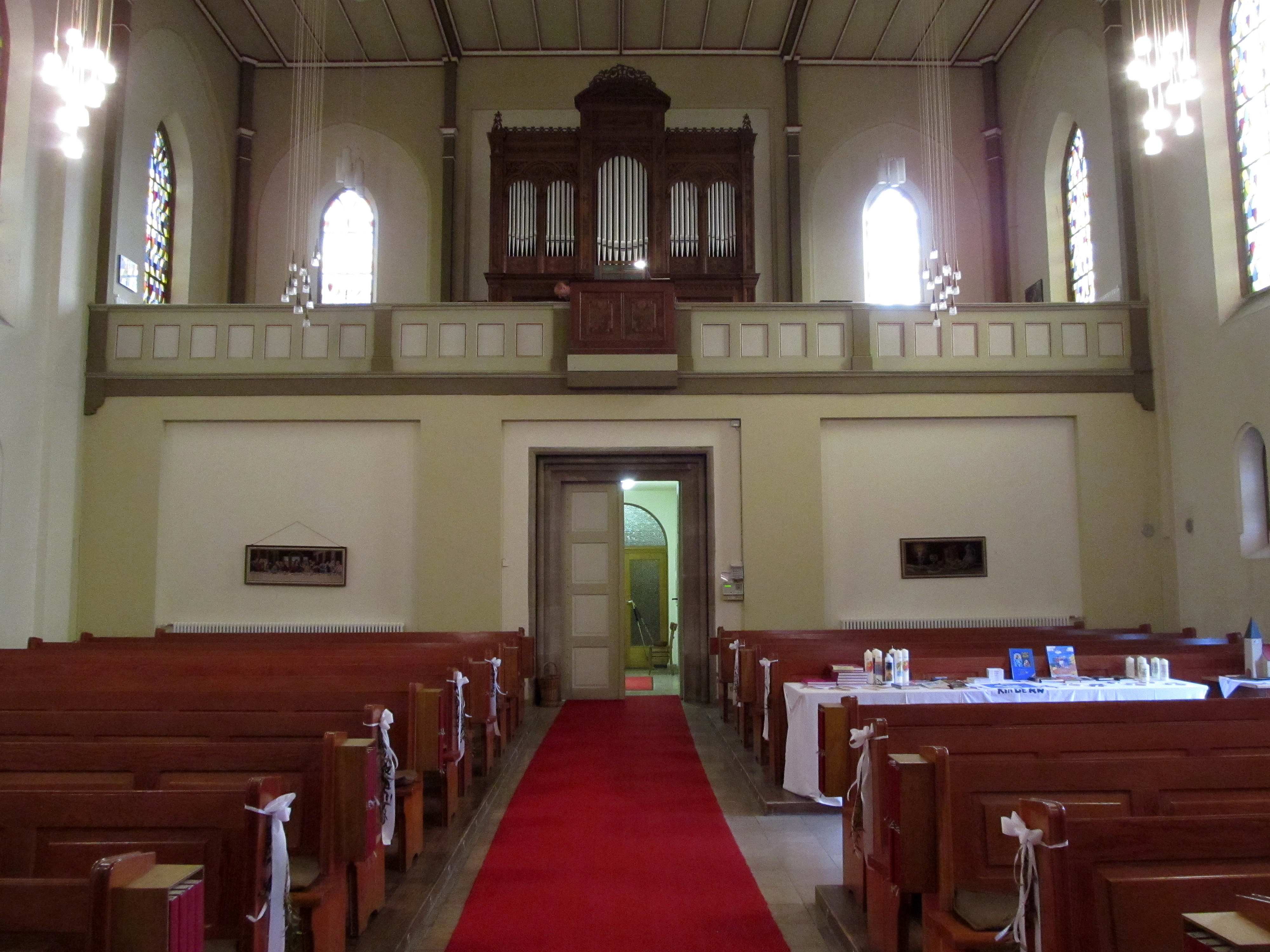
Blick zur Orgelempore

Die Martin-Luther-Kirche ist eine protestantische Kirche in Webenheim, einem Stadtteil von Blieskastel im saarländischen Saarpfalz-Kreis. Das Gotteshaus ist Filialkirche der Protestantischen Kirchengemeinde Mimbach im Kirchenbezirk (Dekanat) Zweibrücken der Evangelischen Kirche der Pfalz. In der Denkmalliste des Saarlandes ist das Kirchengebäude als Einzeldenkmal aufgeführt.

## Geschichte
Vorgängerbau an gleicher Stelle war die 1464 errichtete Ägidiuskirche, die während der französischen Reunionszeit in der zweiten Hälfte des 17. Jahrhunderts als Simultankirche diente. 1733 erfolgte der Neubau eines Langhauses. 1757–59 wurde der Kirchturm, 1786–88 das Langhaus einer Restaurierung unterzogen. Wegen Baufälligkeit wurde die Kirche 1866 abgerissen.
Das 1866/67 nach Plänen des Baumeisters Anton Hurt errichtete heutige Kirchengebäude wurde am 14. Oktober 1867 eingeweiht. Im Zweiten Weltkrieg erlitt die Kirche massive Schäden, die bis 1957 behoben wurden. Im Rahmen der Behebung der Kriegsschäden kam es auch zu Umgestaltungen.

## Architektur und Ausstattung
Die Kirche wurde im neugotischen Stil aus Sandsteinquadern errichtet. Es handelt sich um eine Hallenkirche mit fünf Fensterachsen. Unter den Fenstern befinden sich kleinere Doppelbogenfenster. An der Westseite steht der Glockenturm mit spitzen Helm.
Die Bleiverglasungen zeigen christliche Symbole und Zyklen aus dem Leben Jesu. Sie wurden 1957 vom Kunstmaler Probst entworfen.

## Orgel
Die 1873 gebaute Orgel – ein Werk der Firma E. F. Walcker (Ludwigsburg) und eine der wertvollsten Orgeln des Saarlandes – besitzt ein schönes geschnitztes Gehäuse. Ursprünglich war das Instrument für London bestimmt, worauf der Aufdruck „London“ auf einigen Orgelpfeifen hindeutet.
1958 erfolgte ein Umbau durch Lotar Hintz (Heusweiler), 1985 eine Teilrenovierung durch die Firma Walcker (Kleinblittersdorf). Die Orgel verfügt über 15 Register, verteilt auf 2 Manuale und Pedal, und mechanische Kegelladen als Windladen. Sie steht auf einer Empore und weist einen in die Brüstung eingelassenen freistehenden Spieltisch auf.
| I Hauptwerk C–g3 |           |       |
| 1.               | Principal | 8′    |
| 2.               | Rohrflöte | 8′    |
| 3.               | Octav     | 4′    |
| 4.               | Holzflöte | 4′    |
| 5.               | Octav     | 2′    |
| 6.               | Mixtur V  | 1 ⁄3′ |
| 7.               | Trompete  | 8′    |

| II Schwellwerk C–g3 |                |      |
| 8.                  | Gedackt        | 8′   |
| 9.                  | Koppelflöte    | 4′   |
| 10.                 | Principal      | 2′   |
| 11.                 | Sesquialter II |      |
| 12.                 | Cymbel IV      | 1⁄2′ |

| Pedal C–f1 |           |     |
| 13.        | Subbass   | 16′ |
| 14.        | Octavbass | 8′  |
| 15.        | Octav     | 4′  |

- Koppeln: II/I, I/P
- Spielhilfen: Tutti (Mezzoforte und Forte außer Funktion)